# Axel Graatkjær
Axel Graatkjær, nato Axel Graatkjær Sørensen (Aarhus, 19 gennaio 1885 – Aarhus, 11 novembre 1969), è stato un direttore della fotografia danese.
I suoi primi film sono firmati con il nome di nascita Axel Sørensen.

## Biografia
Nato ad Århus, in Danimarca, da adolescente si trasferì a Copenaghen per studiare musica. Dovette lavorare per pagarsi gli studi, facendo il bigliettaio e vendendo programmi in una sala cinematografica, la Biograf-Theatret di Ole Olsen a Vimmelskaftet. Quell'esperienza lo portò a interessarsi al mondo del cinema. Nel 1906, girò il suo primo film, un filmato di notizie. In quell'anno, Olsen fondava la casa di produzione Nordisk Film, prendendo il giovane Sørensen come suo operatore. Nel 1907, i due girano Løvejagten. Il film diventa un caso e viene proibito perché mostra una caccia dove vengono abbattuti due leoni, comprati apposta per il film da Olsen. Olsen, all'epoca, venne bandito dalla Danimarca e Sørensen, che vi prese parte anche come attore nei panni di un cacciatore, passò un giorno in prigione. Il cortometraggio, contrabbandato all'estero, creò una grande sensazione.
Nel 1910, Sørensen cambiò ufficialmente il suo nome in quello di Graatkjaer. Durante la sua permanenza alla Nordisk, in sette anni, Graatkjaer prese parte a oltre un centinaio di film. Divenne il direttore della fotografia preferito di August Blom, con il quale girò numerosi melodrammi di gran successo. Nel 1913, entrato in disaccordo con la casa di produzione che aveva assunto Johan Ankerstjerne, un secondo direttore della fotografia, lasciò la Nordisk per andare a lavorare per la compagnia tedesca di Asta Nielsen e di suo marito, il regista Urban Gad. Con loro girò undici film. La Nielsen portò con sé in Germania Graatkjaer, che fu direttore della fotografia di alcuni dei suoi film più famosi, quali Mignonette e Amleto.
Graatkjaer diventò in quegli anni uno dei fotografi più pagati al mondo. Collaborò con alcuni dei più grandi registi del cinema tedesco come Ernst Lubitsch, Robert Wiene e Friedrich Wilhelm Murnau. Restò a Berlino fin nei primi anni trenta. Tornato in Danimarca, acquistò una fattoria che gestì dal 1932 al 1948. Poi si trasferì a Skanderborgvej, una zona di Århus, la sua città natale.
Graatkjaer morì ad Århus l'11 novembre 1969 all'età di 84 anni.

## Filmografia

### 1906
- Galejslaven, regia di Viggo Larsen - cortometraggio (1906)
- Den sorte maske, regia di Viggo Larsen - cortometraggio (1906)
- Christian IXS bisættelse, regia di Ole Olsen - cortometraggio, documentario (1906)
- Kong Haakons Kroning i Trondhjem, regia di Ole Olsen - cortometraggio, documentario (1906)
- Fiskerliv i Norden, regia di Viggo Larsen - cortometraggio (1906)
- En foræring til min Kone, regia di Viggo Larsen - cortometraggio (1906)
- Anarkistens Svigermoder, regia di Viggo Larsen - cortometraggio (1906)
- Tandpinens Kvaler, regia di Viggo Larsen - cortometraggio (1906)
- Røverhøvdingens Flugt og Død, regia di Viggo Larsen - cortometraggio (1906)
- En ny hat til Madammen, regia di Viggo Larsen - cortometraggio (1906)
- Den glade Enke
- Vitrioldrama, regia di Viggo Larsen - cortometraggio (1906)
- Stenhuggerens Datter, regia di Viggo Larsen - cortometraggio (1906)
- Gaardmandssøn og Husmandsdatter, regia di Viggo Larsen - cortometraggio (1906)
- En forstyrret Middag, regia di Viggo Larsen - cortometraggio (1906)
- Triste Skæbner, regia di Viggo Larsen - cortometraggio (1906)
- To børn paa Landevejen, regia di Viggo Larsen - cortometraggio (1906)
- Krybskytten

### 1907
- Naturstykke, regia di Viggo Larsen - cortometraggio (1907)
- Tantes Fødselsdag, regia di Viggo Larsen - cortometraggio (1907)
- Den hvide slavinde, regia di Viggo Larsen - cortometraggio (1907)
- Feriedrengen, regia di Viggo Larsen - cortometraggio (1907)
- Gratis Middag, regia di Viggo Larsen - cortometraggio (1907)
- Falliten, regia di Viggo Larsen - cortometraggio (1907)
- Ivrige Kortspillere, regia di Viggo Larsen - cortometraggio (1907)
- Datteren solgt, regia di Viggo Larsen - cortometraggio (1907)
- Isbjørnejagten, regia di Viggo Larsen - cortometraggio (1907)
- Violinistindens Roman, regia di Viggo Larsen - cortometraggio (1907)
- Uskyldig dømt, regia di Viggo Larsen - cortometraggio (1907)
- Røverens Brud, regia di Viggo Larsen - cortometraggio (1907)
- Krøblingen, regia di Viggo Larsen - cortometraggio (1907)
- Mordet paa Fyn - cortometraggio (1907)
- Sjælebytning, regia di Viggo Larsen - cortometraggio (1907)
- Jeg maa tilgive, regia di Viggo Larsen - cortometraggio (1907)
- Zigeunerens Hævn, regia di Viggo Larsen - cortometraggio (1907)
- Et Drama fra Riddertiden, regia di Viggo Larsen - cortometraggio (1907)
- Vikingeblod, regia di Viggo Larsen - cortometraggio (1907)
- Den glade Enke, regia di Viggo Larsen - cortometraggio (1907)
- Der var engang, regia di Viggo Larsen e Gustav Lund - cortometraggio (1907)
- Flugten fra seraillet, regia di Viggo Larsen - cortometraggio (1907)
- Drengen med den sjette sans, regia di Viggo Larsen - cortometraggio (1907)
- Tryllesækken, regia di Viggo Larsen - cortometraggio (1907)
- Fyrtøjet
- Skipperens Datter, regia di Viggo Larsen - cortometraggio (1907)
- Kameliadamen, regia di Viggo Larsen - cortometraggio (1907)
- En moderne Søhelt, regia di Viggo Larsen - cortometraggio (1907)
- Djævlespillet i Zoologisk Have, regia di Viggo Larsen - cortometraggio (1907)
- Mesalliancen, regia di Viggo Larsen - cortometraggio (1907)
- Kejser Nero paa krigsstien, regia di Viggo Larsen - cortometraggio (1907)
- Baby paa Laanekontoret, regia di Viggo Larsen - cortometraggio (1907)
- Angelo, Tyran fra Padua
- Hjortens Flugt, regia di Viggo Larsen - cortometraggio (1907)
- Løvejagten, regia di Viggo Larsen - cortometraggio (1907)
- Haanden - cortometraggio (1907)
- Fra Bagdad - cortometraggio (1907)
- Feens Rose, regia di Viggo Larsen - cortometraggio (1907)
- En Opstandelse
- Den forfaldne Husleje - cortometraggio (1907)
- Betjentens Middagslur, regia di Viggo Larsen - cortometraggio (1907)

### 1908
- Testamentet, regia di Viggo Larsen - cortometraggio (1908)
- Dansen paa Koldinghus, regia di Viggo Larsen - cortometraggio (1908)
- Møllen
- Jeppe paa bjerget, regia di Viggo Larsen - cortometraggio (1908)
- Madkæresten, regia di Viggo Larsen - cortometraggio (1908)
- Fra Puppe til Sommerfugl, regia di Viggo Larsen - cortometraggio (1908)
- Skuespilleren, regia di Viggo Larsen - cortometraggio (1908)
- Trilby, regia di Viggo Larsen - cortometraggio (1908)
- Gennem Livets Skole, regia di Viggo Larsen - cortometraggio (1908)
- Othello, regia di Viggo Larsen - cortometraggio (1908)
- Karneval, regia di Viggo Larsen - cortometraggio (1908)
- Feltherrens Hævn, regia di Viggo Larsen - cortometraggio (1908)
- Bjørnejagt i Rusland, regia di Viggo Larsen - cortometraggio (1908)
- Verdens Herkules
- Et folkesagn, regia di Viggo Larsen - cortometraggio (1908)
- Naar Møbler flyttes, regia di Viggo Larsen - cortometraggio (1908)
- Rosen, regia di Viggo Larsen - cortometraggio (1908)
- Svend Dyrings hus, regia di Viggo Larsen - cortometraggio (1908)
- Den falske Generaldirektør, regia di Viggo Larsen - cortometraggio (1908)
- Sherlock Holmes i Livsfare, regia di Viggo Larsen - cortometraggio (1908)
- Alene i Verden, regia di Viggo Larsen - cortometraggio (1908)
- Barn i kirke
- Hans og Trine, regia di Viggo Larsen - cortometraggio (1908)
- Vildmanden, regia di Viggo Larsen - cortometraggio (1908)
- Vidunder Doktoren, regia di Viggo Larsen - cortometraggio (1908)
- Urmagerens Bryllup
- Tiggersken
- Stativerne paa Morgenkommers, regia di Viggo Larsen - cortometraggio (1908)
- Skilt og atter forenet, regia di Viggo Larsen - cortometraggio (1908)
- Rulleskøjterne, regia di Viggo Larsen - cortometraggio (1908)
- Peters Held, regia di Viggo Larsen - cortometraggio (1908)
- Motorcyklisten, regia di Viggo Larsen - cortometraggio (1908)
- Magdalene, regia di Viggo Larsen - cortometraggio (1908)
- Lille Hanne
- Levemanden paa variete, regia di Viggo Larsen - cortometraggio (1908)
- Kaliffens Æventyr
- Hestetyven, regia di Viggo Larsen - cortometraggio (1908)
- Havkongens Datter, regia di Viggo Larsen - cortometraggio (1908)
- Falkedrengen
- En Synderinde, regia di Viggo Larsen - cortometraggio (1908)
- De små landstrygere, regia di Viggo Larsen - cortometraggio (1908)
- Den Romerske Model, regia di Viggo Larsen - cortometraggio (1908)
- Den Blinde, regia di Viggo Larsen - cortometraggio (1908)

### 1909
- Sherlock Holmes II, regia di Viggo Larsen - cortometraggio (1909)
- I Forbryderhænder, regia di Viggo Larsen - cortometraggio (1909)
- Wilhelm Tell, regia di Viggo Larsen - cortometraggio (1909)
- Natten før Christians Fødselsdag, regia di Viggo Larsen - cortometraggio (1909)
- Capriciosa, regia di Viggo Larsen - cortometraggio (1909)
- Nat Pinkerton I, regia di Viggo Larsen - cortometraggio (1909)
- Helvedes Datter, regia di Viggo Larsen - cortometraggio (1909)
- Sherlock Holmes III, regia di Viggo Larsen - cortometraggio (1909)
- Nat Pinkerton II, regia di Viggo Larsen - cortometraggio (1909)
- Livsslaven, regia di Viggo Larsen - cortometraggio (1909)
- En kvinde af folket, regia di Viggo Larsen - cortometraggio (1909)
- Obersten og Skildvagten, regia di Viggo Larsen - cortometraggio (1909)
- Sherlock Holmes IV, regia di Viggo Larsen - cortometraggio (1909)
- Droske 519, regia di Viggo Larsen - cortometraggio (1909)
- Bomben - cortometraggio (1909)
- En standhaftig Frier, regia di Viggo Larsen - cortometraggio (1909)
- Herremandens Barnebarn, regia di Viggo Larsen - cortometraggio (1909)
- Pat Corner, regia di Viggo Larsen - cortometraggio (1909)
- Landstrygerliv - cortometraggio (1909)
- Hævnen - cortometraggio (1909)
- Sherlock Holmes V, regia di Viggo Larsen - cortometraggio (1909)
- Den graa dame, regia di Viggo Larsen - cortometraggio (1909)
- Heksen og cyklisten, regia di Viggo Larsen - cortometraggio (1909)
- Barnet - cortometraggio (1909)
- Dr. Nikola I, regia di Viggo Larsen - cortometraggio (1909)
- Den store Gevinst
- Dr. Nikola II
- Armbaandet
- Paul Wangs skæbne
- Den nærsynede guvernante
- Et budskab til Napoleon paa Elba
- Dr. Nikola III, regia di Viggo Larsen - cortometraggio (1909)
- Anarkister ombord, regia di Viggo Larsen - cortometraggio (1909)
- Barnet som Velgører, regia di Viggo Larsen - cortometraggio (1909)
- Fredløs
- Vraget
- Vidundercigaren
- Tøffelhelten
- Syndens Sold
- Ruth
- Præstens Sønner
- Museumsmysteriet
- Kærlighed i Orienten
- Far tapetserer
- Faderen
- En Kvindeskæbne
- En Bryllupsrejse
- En behagelig Spadseretur
- De to guldgravere, regia di Viggo Larsen - cortometraggio (1909)
- Den vanartede Søn, regia di Viggo Larsen - cortometraggio (1909)
- Arvingen til Kragsholm, regia di Viggo Larsen - cortometraggio (1909)

### 1910
- Lille Peters Nordpolsfærd
- Plageaander
- Den gule Djævel
- Arrestation med 'ekstraforplejning'
- Sangerindens Diamanter
- Den vidunderlige Haarelexir
- Revolutionsbryllup, regia di Holger Rasmussen - cortometraggio (1910)
- Rivaler
- Tyksakkernes Ølgilde
- Ørneægget
- Ølkuskens Drøm
- Tyven
- Lattermaskinen
- Quando i diavoli ci mettono le corna! (Naar Djævle er paa Spil), regia di Holger Rasmussen - cortometraggio (1910)
- Fabian renser Kakkelovn
- Den hvide slavehandel, regia di August Blom (1910)
- Gennem Kamp til Sejr
- Fabian har Tandpine
- Fabian paa Rottejagt
- Robinson Crusoe, regia di August Blom - cortometraggio (1910)
- Napoleon og den lille Hornblæser
- Fabians Skovtur
- Den skæbnesvangre opfindelse
- Den dødes Halsbaand
- Hvem er hun?, regia di Holger Rasmussen - cortometraggio (1910)
- Blind Alarm
- Livets storme
- Fugleskræmslet - cortometraggio (1910)
- Et forfriskende Bad
- Sherlock Holmes i Bondefangerklør
- Fabian som Afholdsmand
- Fabian kører i Skoven
- Fabian henter Jordemoder
- Duellen
- Bjørnejagten

### 1911
- Den hvide Slavehandels sidste Offer
- Ved Fængslets Port
- Sønnen fra Rullekælderen
- Den farlige Alder
- En lektion
- Mormonens offer, regia di August Blom - cortometraggio (1911)
- Balletdanserinden
- Kærlighedens Styrke
- Bedraget i døden
- Den sorte hætte

### 1912
- Strandingen i Vesterhavet, regia di Eduard Schnedler-Sørensen (1912)
- Livets Baal, regia di Eduard Schnedler-Sørensen - cortometraggio (1912)
- Dødsdrømmen, regia di August Blom - cortometraggio (1912)
- Dr. Gar el Hamas flugt, regia di Eduard Schnedler-Sørensen - cortometraggio (1912)
- Dødsangstens maskespil, regia di Eduard Schnedler-Sørensen (1912)
- Vor tids dame, regia di Eduard Schnedler-Sørensen (1912)
- Uden Nattegn, regia di Christian Schrøder - cortometraggio (1912)
- Ulykkens Galoscher, regia di Eduard Schnedler-Sørensen - cortometraggio (1912)
- Hansa, regia di Johan Ankerstjerne e Axel Graatkjær - documentario (1912)
- En Dags simpelt Fængsel, regia di Eduard Schnedler-Sørensen - cortometraggio (1912)
- Dixi som Pudsemand, regia di Eduard Schnedler-Sørensen - cortometraggio (1912)
- Brudegaven, regia di Christian Schrøder - cortometraggio (1912)
- Bornholmeruret, regia di Eduard Schnedler-Sørensen - cortometraggio (1912)

### 1913
- Festforestilling i Snolderød, regia di Eduard Schnedler-Sørensen - cortometraggio (1913)
- En Bryllupsaften paa Hotel, regia di H.A. Martens - cortometraggio (1913)
- Dobbeltgængeren - cortometraggio (1913)
- Vennerne fra Officersskolen, regia di Eduard Schnedler-Sørensen (1913)
- Hvem var Forbryderen?, regia di August Blom (1913)
- Filmskuespilleren - cortometraggio (1913)
- Stemmeretskvinder. regia di Lauritz Olsen - cortometraggio (1913)
- Professor Buchs Rejseeventyr, regia di Christian Schrøder - cortometraggio (1913)
- Guldmønten, regia di August Blom (1913)
- Axel Breidahl morer sig, regia di Axel Breidahl - cortometraggio (1913)
- Ramasjang i Kantonnementet, regia di Christian Schrøder - cortometraggio (1913)
- Et skud i mørket, regia di Eduard Schnedler-Sørensen - cortometraggio (1913)
- Gæstespillet, regia di Eduard Schnedler-Sørensen - cortometraggio (1913)
- Frederik Buch som Dekoratør, regia di Sofus Wolder - cortometraggio (1913)
- Axel Breidahl som hypnotisør, regia di Axel Breidahl - cortometraggio (1913)
- Privatdetektivens offer, regia di Sofus Wolder - cortometraggio (1913)
- En farlig Forbryderske, regia di Eduard Schnedler-Sørensen - cortometraggio (1913)
- Hvor er Pelle?, regia di Christian Schrøder - cortometraggio (1913)
- Fader og Søn
- Styrmandens sidste fart, regia di Eduard Schnedler-Sørensen - cortometraggio (1913)
- Den gamle Majors Ungdomskærlighed, regia di Axel Breidahl - cortometraggio (1913)
- Et Mandfolk til Auktion, regia di Axel Breidahl - cortometraggio (1913)
- Axel Breidahls Lotterigevinst, regia di Axel Breidahl - cortometraggio (1913)
- S1, regia di Urban Gad - cortometraggio (1913)
- Die Filmprimadonna, regia di Urban Gad - cortometraggio (1913)
- Hans og Grethe, regia di Sofus Wolder - cortometraggio (1913)
- Engelein - Mimisches Lustspiel, regia di Urban Gad - cortometraggio (1913)
- Amor paa Spil, regia di Christian Schrøder - cortometraggio (1913)

### 1914
- Mignonette (Engelein), regia di Urban Gad (1914)
- Das Kind ruft, regia di Urban Gad (1914)
- Zapatas Bande, regia di Urban Gad - cortometraggio (1914)
- Das Feuer, regia di Urban Gad (1914)
- L'orgoglio della ditta (Der Stolz der Firma), regia di Carl Wilhelm (1914)
- Das Feuer. Die alte Gnädige, regia di Urban Gad - cortometraggio (1914)

### 1915
- Moscacieca (Blindekuh), regia di Ernst Lubitsch (1915)
- So rächt sich die Sonne, regia di William Wauer (1915)
- Der Tunnel, regia di William Wauer (1915)
- Die Tochter der Landstraße, regia di Urban Gad (1915)
- Der Loder, regia di William Wauer (1915)
- Der geheimnisvolle Wanderer, regia di William Wauer (1915)

### 1916
- Die ewige Nacht, regia di Urban Gad (1916)
- Engeleins Hochzeit, regia di Urban Gad (1916)
- Vordertreppe - Hintertreppe, regia di Urban Gad (1916)
- Bogdan Stimoff, regia di Georg Jacoby (1916)
- Aschenbrödel, regia di Urban Gad (1916)

### 1918
- Mr. Wu, regia di Lupu Pick (1918)

### 1919
- Prinzessin Tatjanah, regia di Carl Wilhelm (1919)
- Die Geliebte Tote, regia di Erwin Baron (1919)
- Der Karneval der Toten, regia di Emmerich Hanus (1919)
- Morphium, regia di Bruno Ziener (1919)
- Mit Leibe und Seele eigen, regia di Emmerich Hanus (1919)

### 1920
- Durch Seligkeit und Sünden, regia di Hubert Moest (1920)
- Der Reigen - Ein Werdegang, regia di Richard Oswald (1920)
- Der gelbe Tod, 1. Teil, regia di Carl Wilhelm (1920)
- Kurfürstendamm, regia di Richard Oswald (1920)
- Wildes Blut, regia di Emmerich Hanus (1920)
- Algol - Tragödie der Macht (Algol), regia di Hans Werckmeister (1920)
- Die Abenteuer der Marquise von Königsmarck, regia di Emmerich Hanus (1920)
- Der gelbe Tod, 2. Teil, regia di Carl Wilhelm (1920)

### 1921
- Amleto, (Hamlet) regia di Svend Gade e Heinz Schall (1921)
- Glaube und Heimat, regia di Emmerich Hanus (1921)
- Unrecht Gut, regia di Carl Wilhelm - cortometraggio (1921)
- Die kleine Dagmar, regia di Alfred Halm  (1921)
- Irrende Seelen, regia di Carl Froelich (1921)
- Das zweite Leben
- Zirkus des Lebens, regia di Johannes Guter (1921)

### 1922
- Der Mann aus Stahl, regia di Joseph Delmont (1922)
- Der Herr aus dem Zuchthaus, regia di Siegfried Philippi (1922)
- Fantasma (Phantom), regia di Friedrich Wilhelm Murnau (1922)

### 1923
- Erdgeist, regia di Leopold Jessner (1923)
- Die Männer der Sybill, regia di Frederic Zelnik (1923)
- Der Absturz, regia di Ludwig Wolff (1923)
- Die Liebe einer Königin, regia di Ludwig Wolff (1923)
- Der Kaufmann von Venedig, regia di Peter Paul Felner (1923)
- I.N.R.I., regia di Robert Wiene (1923)

### 1924
- Die Stimme des Herzens, regia di Hanns Schwarz (1924)
- Nju (Nju - Eine unverstandene Frau), regia di Paul Czinner (1924)

### 1925
- Kammermusik, regia di Carl Froelich (1925)
- Wallenstein, 1. Teil - Wallensteins Macht, regia di Rolf Randolf (1925)
- Das Abenteuer der Sibylle Brant, regia di Carl Froelich (1925)
- Schatten der Weltstadt, regia di Willi Wolff (1925)
- Tragödie, regia di Carl Froelich (1925)
- Wallenstein, 2. Teil - Wallensteins Tod, regia di Rolf Randolf (1925)

### 1926
- Rosen aus dem Süden, regia di Carl Froelich (1926)
- Wie einst im Mai, regia di Willi Wolff (1926)
- Die Flammen lügen, regia di Carl Froelich (1926)

### 1927
- Violantha, regia di Carl Froelich (1927)
- Der Juxbaron
- Kopf hoch, Charly!, regia di Willi Wolff (1927)
- Die schönsten Beine von Berlin
- Der Meister von Nürnberg
- Funkzauber
- Die Dame mit dem Tigerfell
- Die große Pause
- Dr. Bessels Verwandlung

### 1928
- Jahrmarkt des Lebens, regia di Béla Balogh (1928)
- Freiwild
- Scampolo, regia di Augusto Genina (1928)
- Das Spreewaldmädel, regia di Hans Steinhoff (1928)
- Mädchenschicksale, regia di Richard Löwenbein (1928)

### 1929
- Die vierte von rechts, regia di Conrad Wiene (1929)
- Verirrte Jugend, regia di Richard Löwenbein (1929)
- Flucht in die Fremdenlegion, regia di Louis Ralph (1929)
- Kehre zurück! Alles vergeben!

### 1930
- Fräulein Lausbub, regia di Erich Schönfelder (1930)
- Zalacaín el aventurero